# Центральный (Арсеньевский район)
Центральный — посёлок в Арсеньевском районе Тульской области России.
В рамках административно-территориального устройства является центром Центрального сельского округа Арсеньевского района, в рамках организации местного самоуправления является центром Манаенское муниципального образования со статусом сельского поселения в составе муниципального района.

## География
Расположен в 16 км к западу от райцентра Арсеньево.

## Население
| 2002 | 2010 |
| ---- | ---- |
| 716  | ↘614 |